# Arachnomura
Arachnomura is een geslacht van spinnen uit de familie springspinnen (Salticidae).

## Soorten
De volgende soorten zijn bij het geslacht ingedeeld:
- Arachnomura adfectuosa Galiano, 1977
- Arachnomura hieroglyphica Mello-Leitão, 1917